# Gaylord Family Oklahoma Memorial Stadium
O Gaylord Family Oklahoma Memorial Stadium é um estádio localizado em Norman, Oklahoma, Estados Unidos, possui capacidade total para 80.126 pessoas, é a casa do time de futebol americano universitário Oklahoma Sooners football da Universidade de Oklahoma. O estádio foi inaugurado em 1922, o nome vem em homenagem à família Gaylord que possui negócios na área de jornalismo em Oklahoma.